# Sledmere
Sledmere – wieś w Anglii, w hrabstwie East Riding of Yorkshire. Leży 40 km na północny zachód od miasta Hull i 287 km na północ od Londynu.